# Melvinmania
Melvinmania: The Best of the Atlantic Years 1993-1996 è una compilation dei Melvins, pubblicata nel 2003 dalla Atlantic Records. Le tracce 1-5 sono tratte da Houdini del 1993, le tracce 6-10 da Stoner Witch del 1994, le tracce 11-15 da Stag del 1996. In aggiunta troviamo anche tre videoclip della band, e precisamente Honey Bucket, Revolve e Bar-X-The Rocking M. In nessuno di questi video compare la bassista Lori Black. L'album è stato comunque disconosciuto dalla band.

## Formazione
- Buzz Osborne - voce, chitarra
- Lori Black - basso sulle tracce 1-5
- Mark Deutrom - basso sulle tracce 6-15
- Dale Crover - batteria

## Tracce
1. Hooch (Melvins) - 2:53
2. Lizzy (Melvins) - 4:47
3. Honey Bucket (Melvins) - 2:44
4. Set Me Straight (Melvins) - 2:27
5. Pearl Bomb (Melvins) - 2:49
6. Queen (Crover/Osborne) - 3:09
7. Sweet Willy Rollbar (Osborne) - 1:30
8. Revolve (Deutrom/Osborne) - 4:45
9. Roadbull (Crover/Deutrom/Osborne) - 3:27
10. June Bug (Deutrom/Osborne) - 2:02
11. The Bit (Crover/Osborne) - 4:45
12. Bar-X-The Rocking M (Crover/Deutrom/Osborne) - 2:25
13. Tipping The Lion (Osborne) - 3:30
14. Black Bock (Osborne) - 2:44
15. Berthas (Osborne) - 1:24

## Tracce video
- Honey Bucket
- Revolve
- Bar-X-The Rocking M